# Phaeogenes umbripennis
Phaeogenes umbripennis är en stekelart som beskrevs av Carl Gustav Alexander Brischke 1891. Phaeogenes umbripennis ingår i släktet Phaeogenes och familjen brokparasitsteklar. Inga underarter finns listade i Catalogue of Life.